# Laleh (álbum)
Laleh es el álbum seudónimo de la cantautora sueca-iraní Laleh lanzado el 30 de marzo de 2005 bajo el sello de Warner Music Sweden Records. El álbum, que fue escrito y producido por la misma Laleh, fue nominado al "Álbum del Año" en los Grammis Awards en el año 2005 pero perdió, ya que la cantante Robyn lo ganó con su álbum seudónimo. El álbum fue también un éxito en las Listas de Álbumes Suecos donde alcanzó el número uno manteniéndose en las listas por 71 semanas. El álbum contiene canciones en inglés, sueco y persa.

## Sencillos
- "Invisible (My Song)" fue lanzado como el sencillo debut de Laleh el 5 de febrero de 2005.[9] La canción alcanzó el primer puesto en la Lista de Sencillos Sueca.

- "Storebror" fue lanzado como el segundo sencillo de Laleh el 4 de mayo de 2005. La canción no alcanzó a entrar en la lista de éxitos.[10]

- "Live Tomorrow" Fue lanzado como el tercer sencillo de Laleh el 31 de agosto de 2005.[11] La canción alcanzó la posición número veinte en la Lista de Sencillos Sueca y el número once en la Lista de Sencillos Danesa.[12]

- "Forgive But Not Forget" fue lanzado como el cuarto sencillo de Laleh el 12 de febrero de 2006.[13] La canción alcanzó el puesto cuarenta y seis en la Lista de Sencillos Sueca.[14]

## Lista de canciones
Todas las canciones fueron escritas, interpretadas, grabadas y producidas por Laleh.
1. "Invisible (My Song)" – 4:18
2. "Live Tomorrow" – 3:37
3. "Forgive But Not Forget" – 3:11
4. "Interlude" – 1:10
5. "Hame Baham" – 3:46
6. "Bostadsansökan" – 3:38 (Housing Application)
7. "Kom Tilda" – 4:09 (Come Tilda)
8. "Storebror" – 4:04 (Big Brother)
9. "Tell Me" – 3:43
10. "Salvation" – 4:11
11. "How Wrong" – 3:39
12. "Han tuggar kex" – 3:35 (He Chews Biscuits)
13. "Der yek gooshe" – 3:24
14. "Hide Away" – 3:53

## Créditos
| - Magnus Larsson – bajo (en "Storebror") - Mastering: Henrik Johnson - Estudio de Mastering: Masters of Audio - Mezclas: Henrik Edenhed - Estudio de mezclas: Ljudhavet - Fotografía: Nina Ramsby, Sevin Aslanzadeh |

## Posiciones
| Posiciones (2005/2006)  | Posición alcanzada |
| ----------------------- | ------------------ |
| Lista de Álbumes Suecos | 1                  |